# جيسون سميث
جيسون سميث (بالإنجليزية: Jason Smith)‏ مواليد 2 مارس 1986، هو لاعب كرة سلة أمريكي يلعب مع فريق نيويورك نيكس في الرابطة الوطنية لكرة السلة ويحمل الرقم 14. يبلغ طوله 7 قدم 0 بوصة (2.1 م).

## فرق لعب لها
- فيلادلفيا سفنتي سيكسرز
- نيو أورلينز بيليكانز
- نيويورك نيكس

## روابط خارجية
- جيسون سميث على موقع إن بي أي (الإنجليزية)
- جيسون سميث على موقع سبورتس رفرنس (الإنجليزية)
- جيسون سميث على موقع كرة السلة الأوروبية.كوم (الإنجليزية)
- جيسون سميث على موقع إي إس بي إن.كوم (الإنجليزية)
- جيسون سميث على موقع كلية كرة السلة في سبورتس رفرنس.كوم (الإنجليزية)
- جيسون سميث على موقع ريلجم (الإنجليزية)
- جيسون سميث على موقع بروبوليرز (الإنجليزية)